# Galeus atlanticus
El olayo atlántico (FAO) (Galeus atlanticus) es una especie de elasmobranquio de la familia Scyliorhinidae en el orden de los Carcharhiniformes.

## Morfología
De cuerpo alargado. Aleta anal larga. De color grisáceo con manchas oscuras difusas en el lomo. En el borde inferior de la aleta caudal presenta de una a dos marcas de color negro. Su talla máxima es de 45 centímetros.

## Distribución geográfica y hábitat
Habita en el Atlántico este desde el golfo de Vizcaya hasta la costa norte de Marruecos. También en el Mediterráneo, principalmente en el mar de Alborán.
Habita a una profundidad de entre 400 y 600 metros.